# Гайворонська ГЕС
Гайворонська гідроелектростанція, Гайворонська ГЕС — мала гідроелектростанція, що знаходиться на річці Південний Буг біля міста Гайворон Гайворонского району Кіровоградскої області України.

## Історія
Будівництво Гайворонської ГЕС почалося в 1956 році відповідно до шостого п'ятирічного плану розвитку народного господарства СРСР. ГЕС була складовою частиною каскаду малих електростанцій, що будувалися на річці Південний Буг і спочатку мала проектну потужність 4500 кВт.
У 1964 році будівництво було завершено і гідроелектростанція була введена в експлуатацію з потужністю 6300 кВт. В 1964—1972 рр. ГЕС забезпечувала електропостачання підприємств міста Гайворон і колгоспів Гайворонського району.
Сумарна потужність електростанції на 2019 рік складає 7,1 МВт. ГЕС розташована на р. Південний Буг і має робочий перепад 9 м. На даному об'єкті встановлена горизонтальна поворотно-лопатева турбіна.